# Кырым Герай (калга Адиля Герая)
Кырым Герай (Крым-Гирей), также Девлет Герай Султан (род. около 1638) — военачальник Крымского ханства, султан-калга при хане Адиле Герае (1666—1671). 

## Биография
Являлся племянником хану и представителем ветви Чобан Гераев. Сын Фетиха Герая Султана.
Возглавлял крымское войско в польско-казацко-татарской войне 1666—1671 годов. В битве под Браиловом (1666) ему удалось одержать убедительную победу над Речью Посполитой, однако битва под Подгайцами (1667) из-за плохой координации с войском Петра Дорошенко вылилась в серьёзное поражение. Калга подписал с Яном Собеским «вечный мир», который оказался лишь перемирием.
Во время восстания левобережных казаков в Гетманщине, которое после убийства Ивана Брюховецкого возглавил Пётр Дорошенко, Кырым Герай был послан крымским ханом ему на помощь. В октябре 1668 года Кырым Герай во главе крупного крымского войска неожиданно появился на Северщине и в битве под Гайвороном нанёс поражение русскому отряду, посланному Григорием Ромодановским в Москву с сеунчем о деблокаде Чернигова. В этом сражении был взят в плен сын Ромодановского Андрей Ромодановский. После этого Кырым Герай, действуя вместе с мятежными казаками, возглавляемыми братом гетмана Григорием Дорошенко, в течение шести дней пытался нанести поражение основной армии Григория Ромодановского, отступавшей к Путивлю (битва под Конотопом 1668 года), однако русское войско обороняясь, одержало победу. Кырым Герай был настолько разгневан на Григория Дорошенко за недостаточную помощь, что объявил ему, что прекращает поддержку его брата. С этого момента Крымское ханство поддерживало Петра Суховея в борьбе за власть, а с Москвой начались дипломатические переговоры.
После этих событий Кырым Герай участвовал в борьбе против Дорошенко, однако безуспешно. После того, как османский султан отстранил от трона Адиля Герая за оппонирование османским интересам в Гетманщине, Кырым Герай также лишился своего титула.